# Pierre aux Aiguilles
La Pierre aux Aiguilles, appelée aussi la Roche Plate est un menhir situé sur la commune de Nanteau-sur-Lunain dans le département de Seine-et-Marne.

## Description
Le menhir est constitué d'une grande dalle en grès de 1,90 m de hauteur pour une largeur à la base de 2,10 m et d'une épaisseur maximale de 0,75 m.